# Отоґі-дзосі

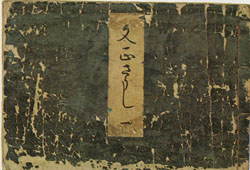
Видання «Бібліотеки оповідок» (близько 1725 року).

Отоґі-дзоші (яп. 御伽草子, おとぎぞうし, «записки оповідок») — жанр японської літератури, представлений понад трьома сотнями коротких ілюстрованих оповідань-казок, що були написані наприкінці 14 — початку 17 століття.
Авторство більшості творів отоґі-дзоші невідоме. Оповідання написані, переважно, у формі повчання. Аудиторія, на яку вони були розраховані різноманітна, про що можна судити за темами творів: кохання, дитячі пригоди, розповіді про кар'єру видатних осіб, буддистські настанови і перекази тощо.
Збірник усіх отоґі-дзоші був виданий у 1716–1736 роках, в Осаці, у видавництві Сібукави Сей'ємона. Він був названий «Бібліотека оповідок» (御伽文庫, отоґі-бунко) і склав 23 томи.